# Daria Klepikova
Daria Serguéyevna Klepikova (en ruso: Дарья Сергеевна Клепикова; Vorónezh, 11 de febrero de 2005) es una deportista rusa que compite en natación.
Ganó dos medallas en el Campeonato Mundial de Natación de 2025, una medalla de oro en el Campeonato Mundial de Natación en Piscina Corta de 2024 y dos medallas de oro en el Campeonato Europeo de Natación en Piscina Corta de 2021.

## Palmarés internacional
| Campeonato Mundial                  | Campeonato Mundial  | Campeonato Mundial | Campeonato Mundial      |
| Año                                 | Lugar               | Medalla            | Prueba                  |
| ----------------------------------- | ------------------- | ------------------ | ----------------------- |
| 2025                                | Singapur (Singapur) | Medalla de oro     | 4 × 100 m estilos mixto |
| 2025                                | Singapur (Singapur) | Medalla de plata   | 4 × 100 m libre mixto   |
| Campeonato Mundial en Piscina Corta |                     |                    |                         |
| Año                                 | Lugar               | Medalla            | Prueba                  |
| 2024                                | Budapest (Hungría)  | Medalla de oro     | 4 × 100 m estilos mixto |
| Campeonato Europeo en Piscina Corta |                     |                    |                         |
| Año                                 | Lugar               | Medalla            | Prueba                  |
| 2021                                | Kazán (Rusia)       | Medalla de oro     | 4 × 50 m libre          |
| 2021                                | Kazán (Rusia)       | Medalla de oro     | 4 × 50 m estilos        |